# Ernesto Antonio Claramount Roseville
Ernesto Antonio Claramount Rozeville (1924-2008,) est un militant et un homme politique au Salvador.

## Biographie
Claramount Rozeville était le fils de Blanca Rozeville et du général de brigade Antonio Claramount Lucero (13 juin 1886 - 25 juillet 1975), un ancien pilote. Il a fréquenté l'Escuela Militar General Gerardo Barrios. Dans les années 1940, il a fréquenté l'école de cavalerie de l'armée mexicaine. En juillet 1969, il participe à la guerre contre le Honduras.
L'alliance du parti Union nationale d'opposition l'engage lorsqu'il était colonel à la retraite à l'élection présidentielle salvadorienne de 1977 en tant que candidat présidentiel. En tant que vice-président de l'ancien maire de San Salvador, José Antonio Morales Ehrlich était assuré par le Parti chrétien-démocrate.
Le 22 décembre 2008, la création d'une fondation portant son nom (Fundacion de Coronel Caballeria DEM Ernesto Antonio Claramount Rozeville) a été annoncée. Il a été enterré au cimetière Monte Elena Complejo Funerario à Antiguo Cuscatlán, à La Libertad.